# Li Qian
Li Qian (kinesiska: 李倩; pinyin: Lǐ Qiàn), född den 6 juni 1990 i Henan, är en kinesisk boxare.
Hon tog OS-brons i mellanvikt i samband med de olympiska boxningstävlingarna 2016 i Rio de Janeiro. Vid OS i Tokyo 2021 tog Li silver i mellanvikt efter en finalförlust mot brittiska Lauren Price.